# Kanzaki Daisuke
Daisuke Kanzaki (sinh ngày 2 tháng 2 năm 1985) là một cầu thủ bóng đá người Nhật Bản.

## Sự nghiệp câu lạc bộ
Daisuke Kanzaki đã từng chơi cho Ventforet Kofu và V-Varen Nagasaki.